# Floris 5. af Holland
Greve Floris 5. af Holland og Zeeland (24. juni 1254–27. juni 1296), "der Keerlen God" (Bøndernes gud), er en af de vigtigste personer i det første hollandske dynasti (833-1299). Hans liv er blevet dokumenteret i detaljer i Rijmkroniek af Melis Stoke, hans historieskriver. Han krediteres for en fredelig regeringsførelse, modernisering af administrationen, indførsel af positive handelspolitikker, generelt at handle til fordel for bønderne i stedet for adelen og indvinding af land fra havet. Det dramatiske mord på ham planlagt af Kong Edvard 1. af England og Guy de Dampierre, greve af Flandern, gjorde ham til en helt i Holland.
Han opførte det første Muiderslot i 1280.
1. ↑  Navnet er anført på engelsk og stammer fra Wikidata hvor navnet endnu ikke findes på dansk.